# Ault Hucknall
Ault Hucknall est une paroisse civile et un village du Derbyshire, en Angleterre. La population comptait 1 329 habitants en 2021.